# Euhybus tomentosus
Euhybus tomentosus är en tvåvingeart som beskrevs av Ale-rocha 2004. Euhybus tomentosus ingår i släktet Euhybus och familjen puckeldansflugor. Inga underarter finns listade i Catalogue of Life.